# Wilhelm Berger (Sozialwissenschaftler)

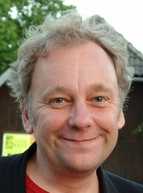
Wilhelm Berger (Universität Klagenfurt)

Wilhelm Berger (* 12. Februar 1957) ist ein österreichischer Sozialwissenschaftler und Philosoph.

## Leben
Wilhelm Berger war nach seinem Studium freier Sozialwissenschaftler und arbeitete danach als Vertragsassistent am Institut für Philosophie der Universität Klagenfurt. Heute ist er außerordentlicher Universitätsprofessor im Ruhestand an deren Institut für Gesellschaft, Wissen und Politik (vormals Institut für Technik- und Wissenschaftsforschung). Berger war Prodekan der Fakultät für Interdisziplinäre Forschung und Fortbildung und stellvertretender Leiter des Zentrums für Frauen- und Geschlechterstudien. Er lehrte auch an der Wirtschaftsuniversität Wien, der Universität Graz und der Technischen Universität Graz.
Gemeinsam mit Werner Lenz war er seit 2005 leitendes Mitglied des ehemaligen Doktorandenkollegs „Lifelong Learning“, welches in Kooperation der Universitäten Graz, Klagenfurt und der Donauuniversität Krems angeboten wurde.

## Publikationen
- Philosophie der technologischen Zivilisation. Wilhelm Fink Verlag, München 2006, ISBN 978-3-7705-4196-6
- Macht. Facultas Verlags- und Buchhandels AG, Wien 2009, ISBN 978-3-8252-3232-0
- Was ist Philosophieren?  UTB GmbH, Wien 2014, ISBN 978-3-8252-3518-5